# Monumento do Paquistão
O Monumento do Paquistão é um monumento nacional e museu localizado na zona de Shakarparian Hills em Islamabade, capital do Paquistão, que simboliza a unidade nacional. O complexo cobre uma área de 2,8 hectares e é um destino popular dos islamabadenses.
A construção tem a forma de uma flor com uma estrutura de pétalas, em que os lados dessas pétalas virados para o centro do monumento têm representações do forte de Lahore, da mesquita Badshahi, do passo Khyber e de Minar-e-Pakistan. O monumento abre-se a um terraço de mármore que permite uma vista panorâmica de Islamabade. As quatro pétalas principais do monumento representam as quatro províncias do país: (Baluchistão, Khyber Pakhtunkhwa, Panjabe e Sinde), e as três pétalas menores representam os três territórios (Guilguite-Baltistão, Caxemira Livre e Território Federal das Áreas Tribais).
O museu do monumento inclui um museu de cera, em que se representam vários acontecimentos que levaram à constituição do Movimento pelo Paquistão — movimento político da década de 1940 que lutou pela criação do Paquistão na área de maioria muçulmana do que então era o Raj Britânico. Para lá disso, há ainda uma biblioteca, um arquivo audiovisual, uma sala de conferências e reuniões e um auditório com 62 lugares designado Panorama Hall. O complexo recebe cerca de 1 500 turistas por dia, tendo atingido 570 000 visitantes em 2015. Quando visto do ar, o monumento parece uma estrela e uma lua em quarto crescente, de forma semelhante aos símbolos da bandeira do Paquistão.

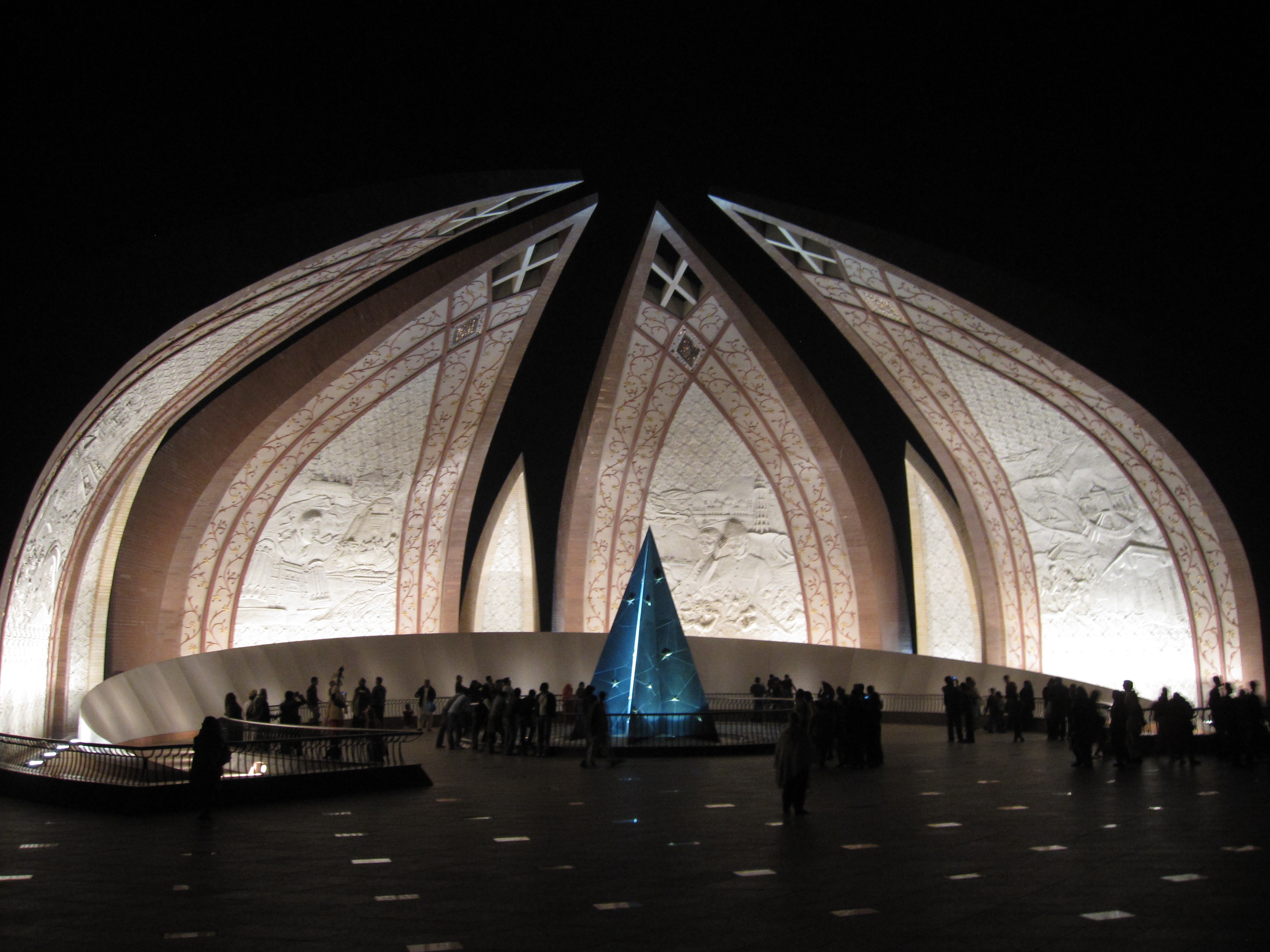
Monumento visto à noite

A ideia de um monumento começou a ser equacionada em 2005 por Uxi Mufti, filho do escritor Mumtaz Mufti, e depois foi retomada pelo ministério da cultura. O conselho de arquitetos e urbanistas do Paquistão organizou um concurso para a construção, sabendo-se que privilegiaria obras que mostrassem poder, unidade e desenvolvimento.
De um total de vinte propostas, três foram consideradas, mas foi o projeto de Arif Masoud que foi selecionado para a construção, sendo o tema a criação e o desenvolvimento do país. O custo total foi de 600 milhões de rupias paquistanesas.

## Galeria

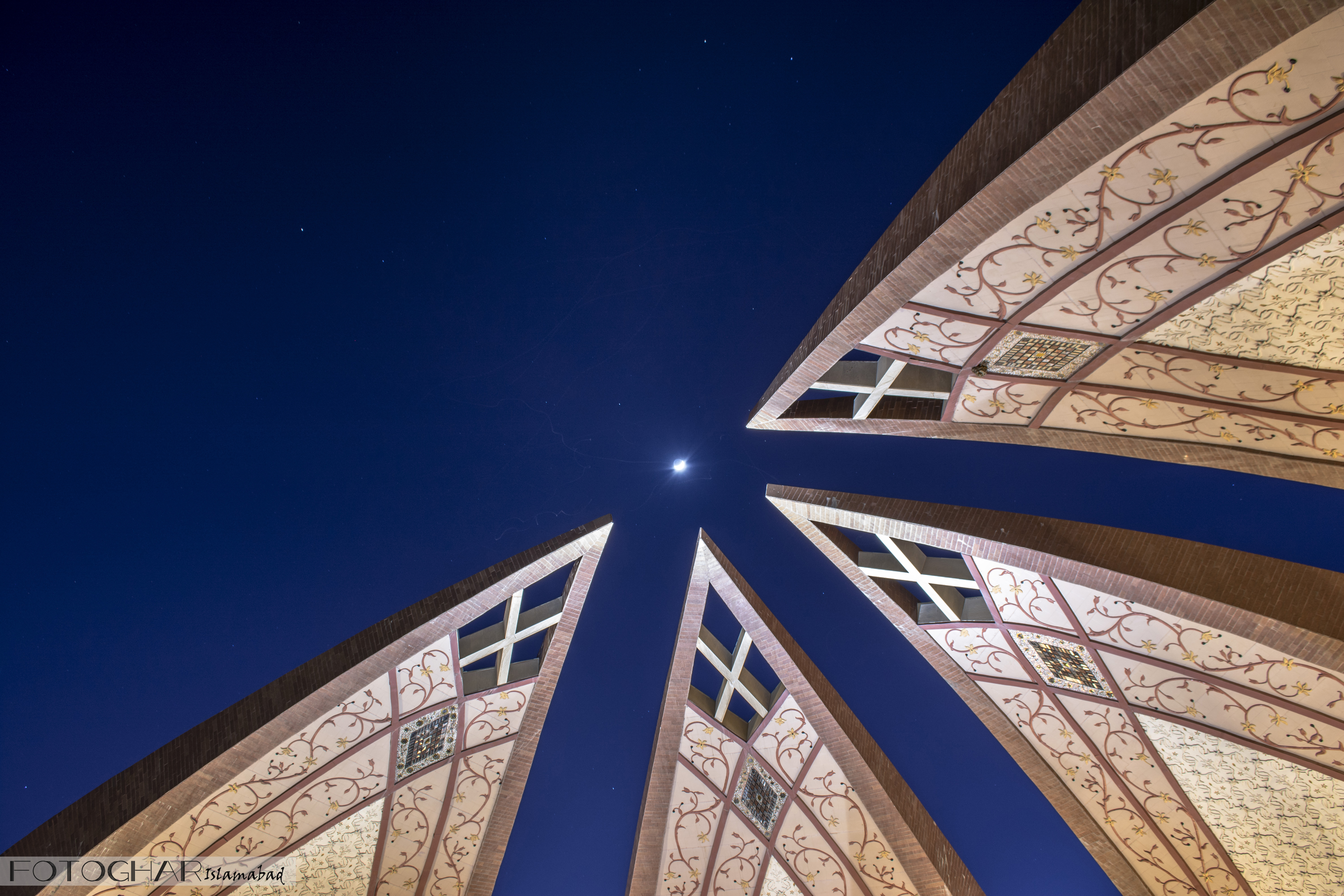
A lua vista do monumento, através das pétalas.
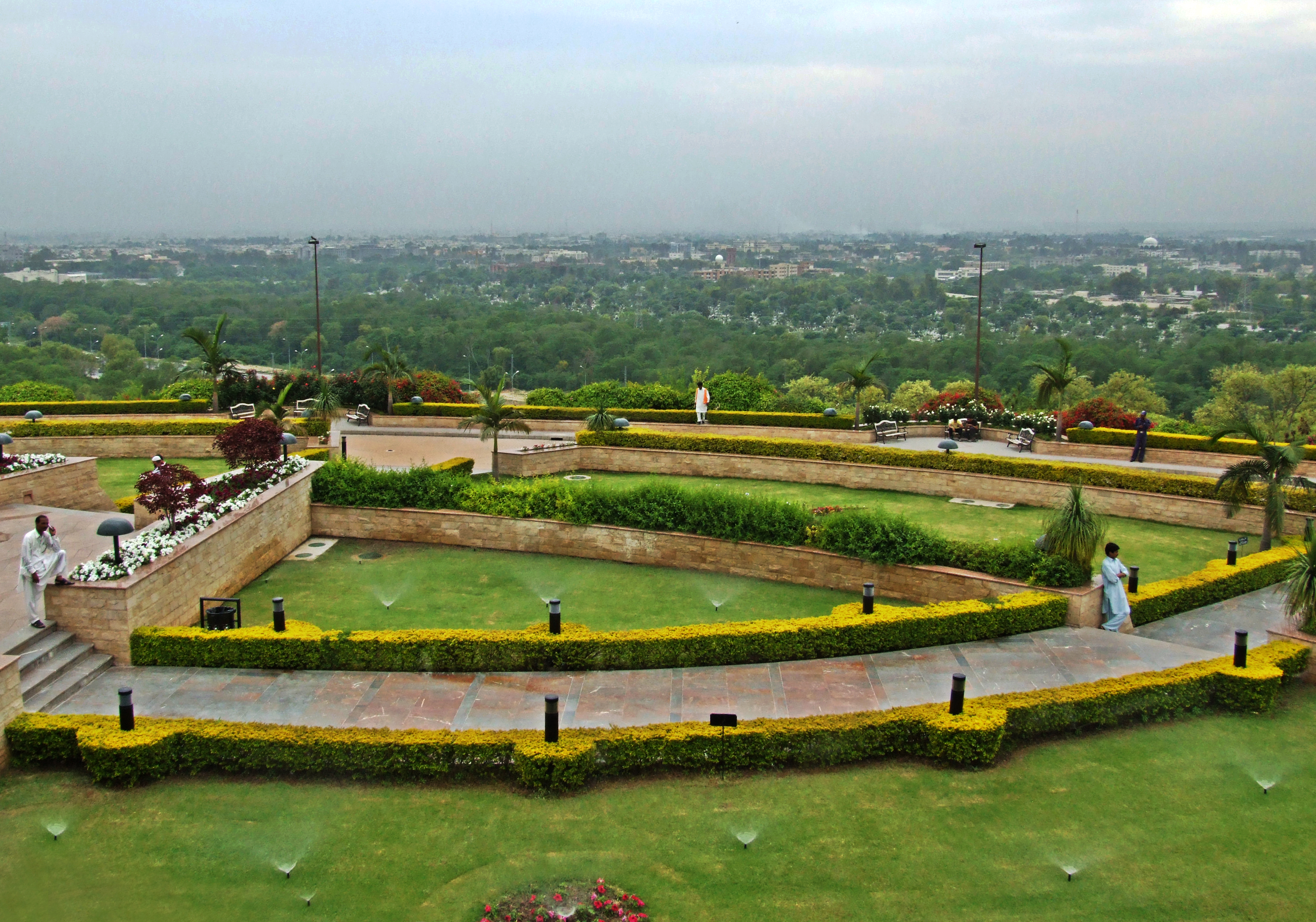
Jardins do monumento.
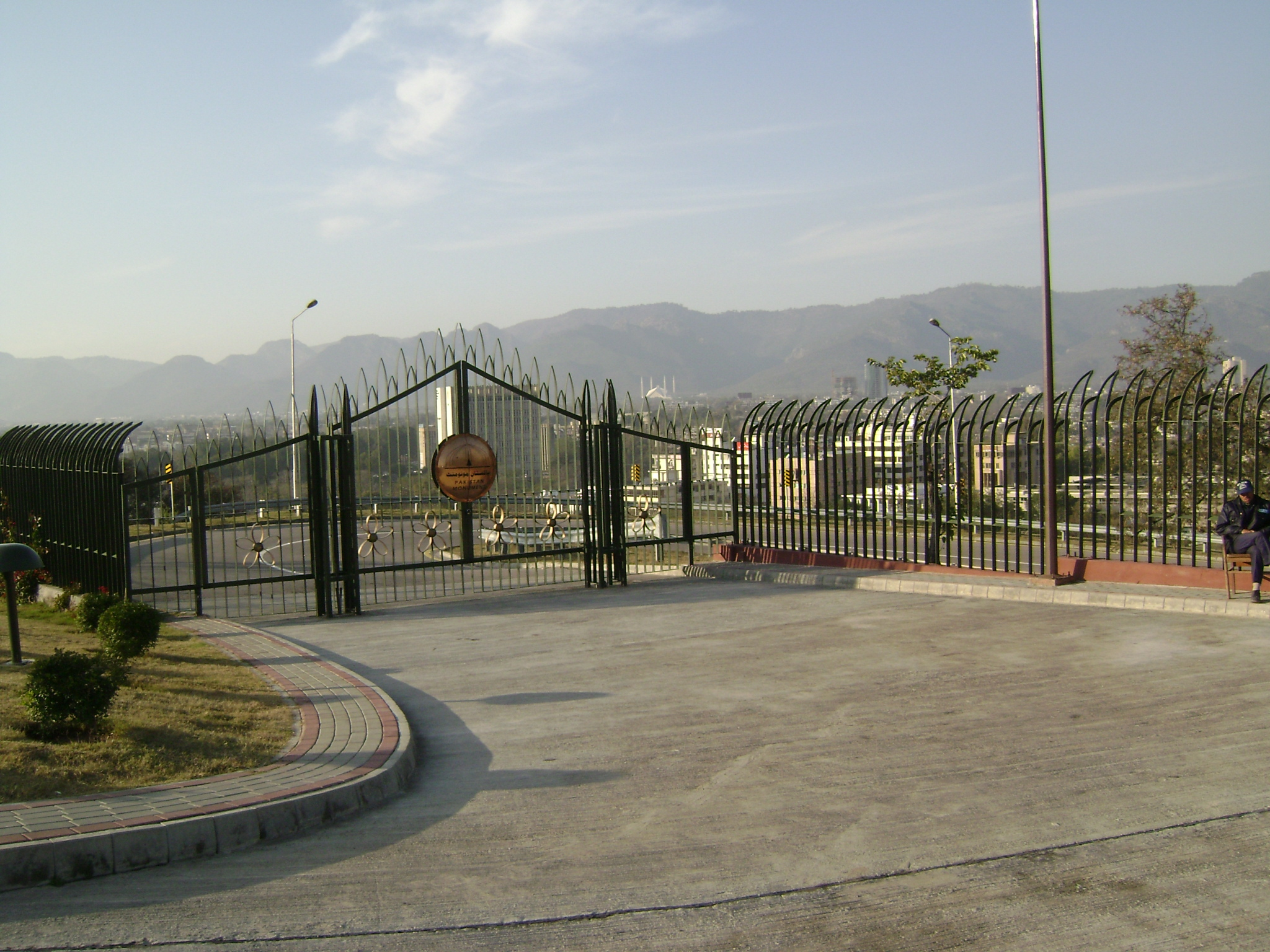
Portão.
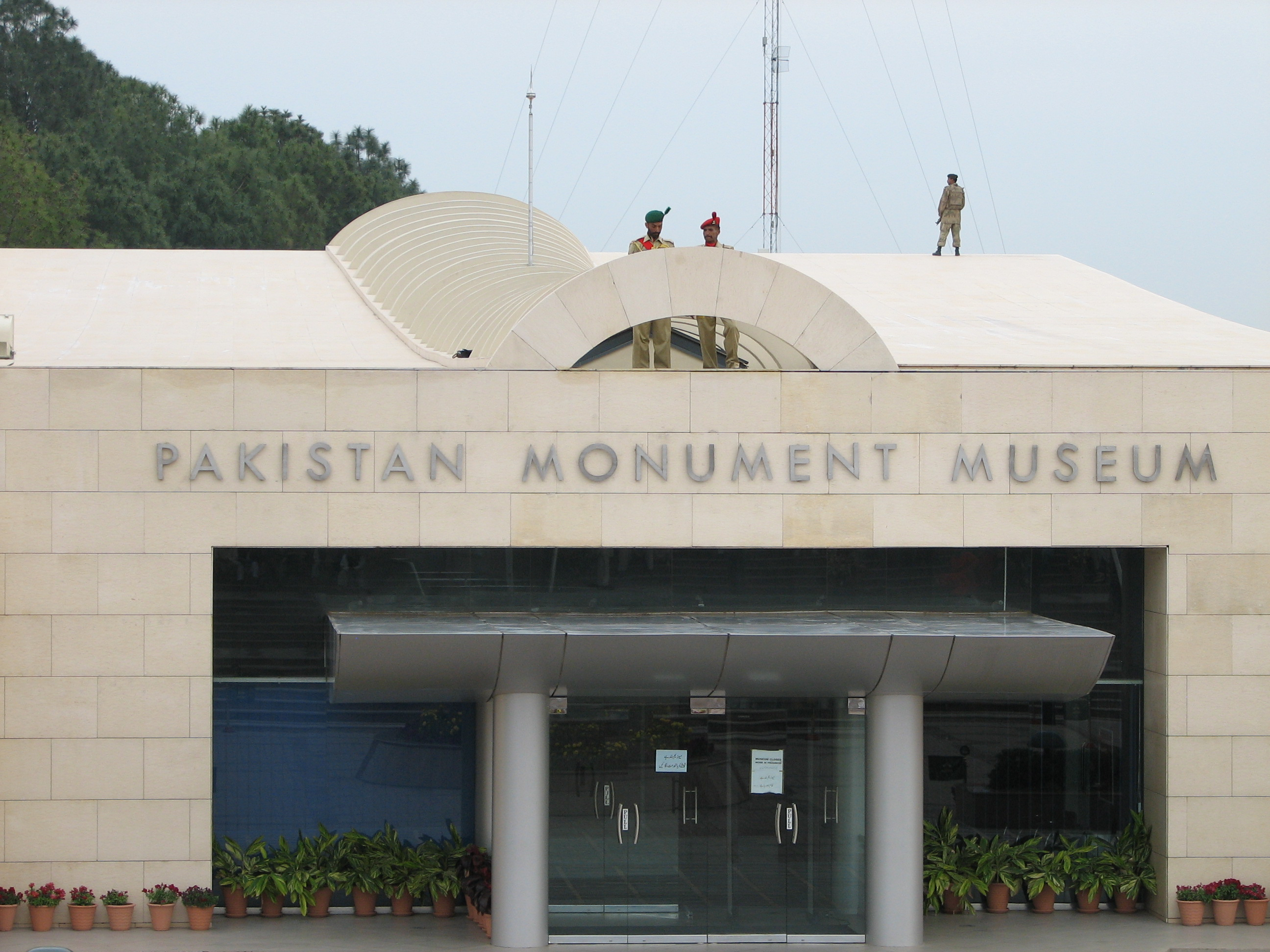
Museu do monumento.
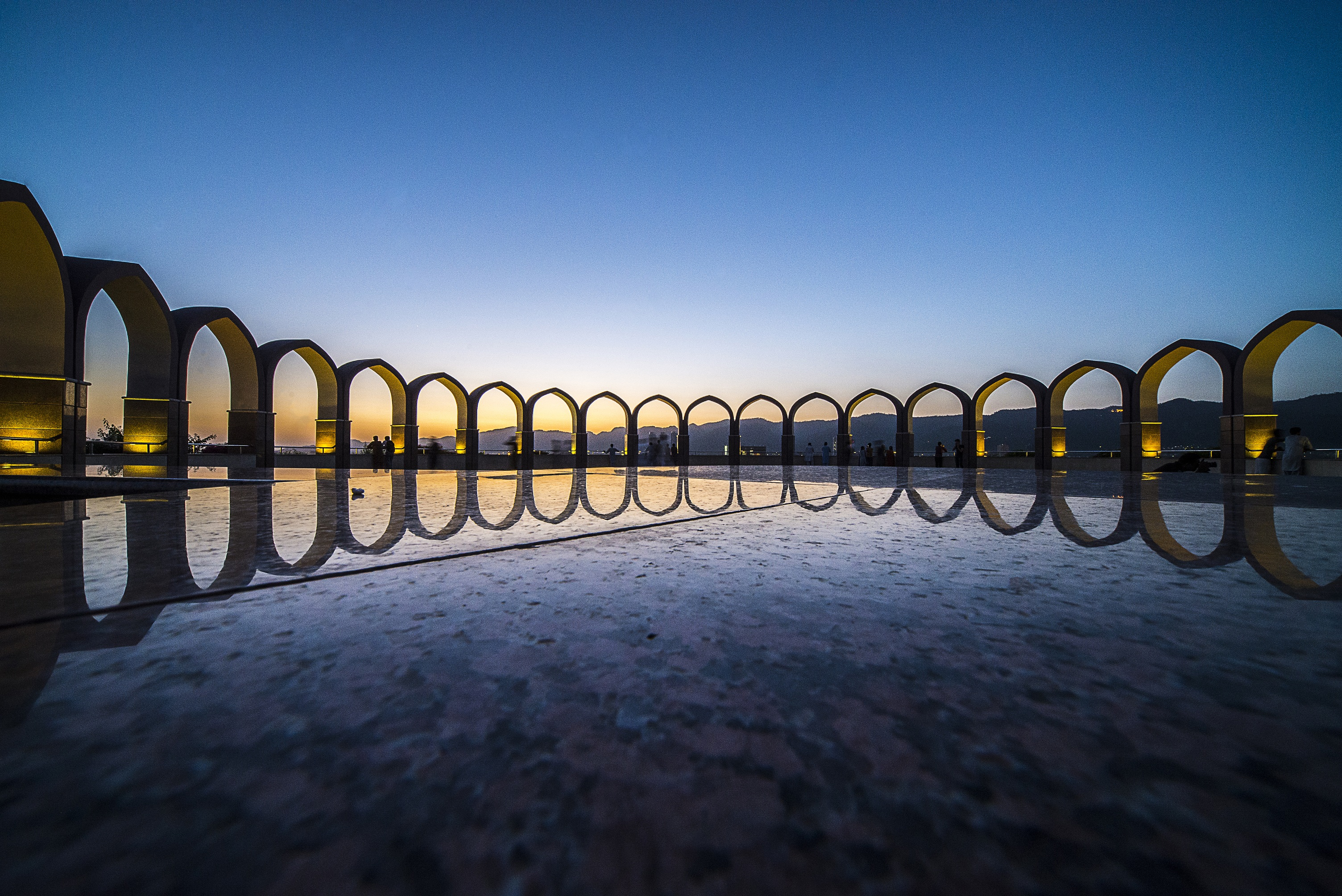
Arcos.
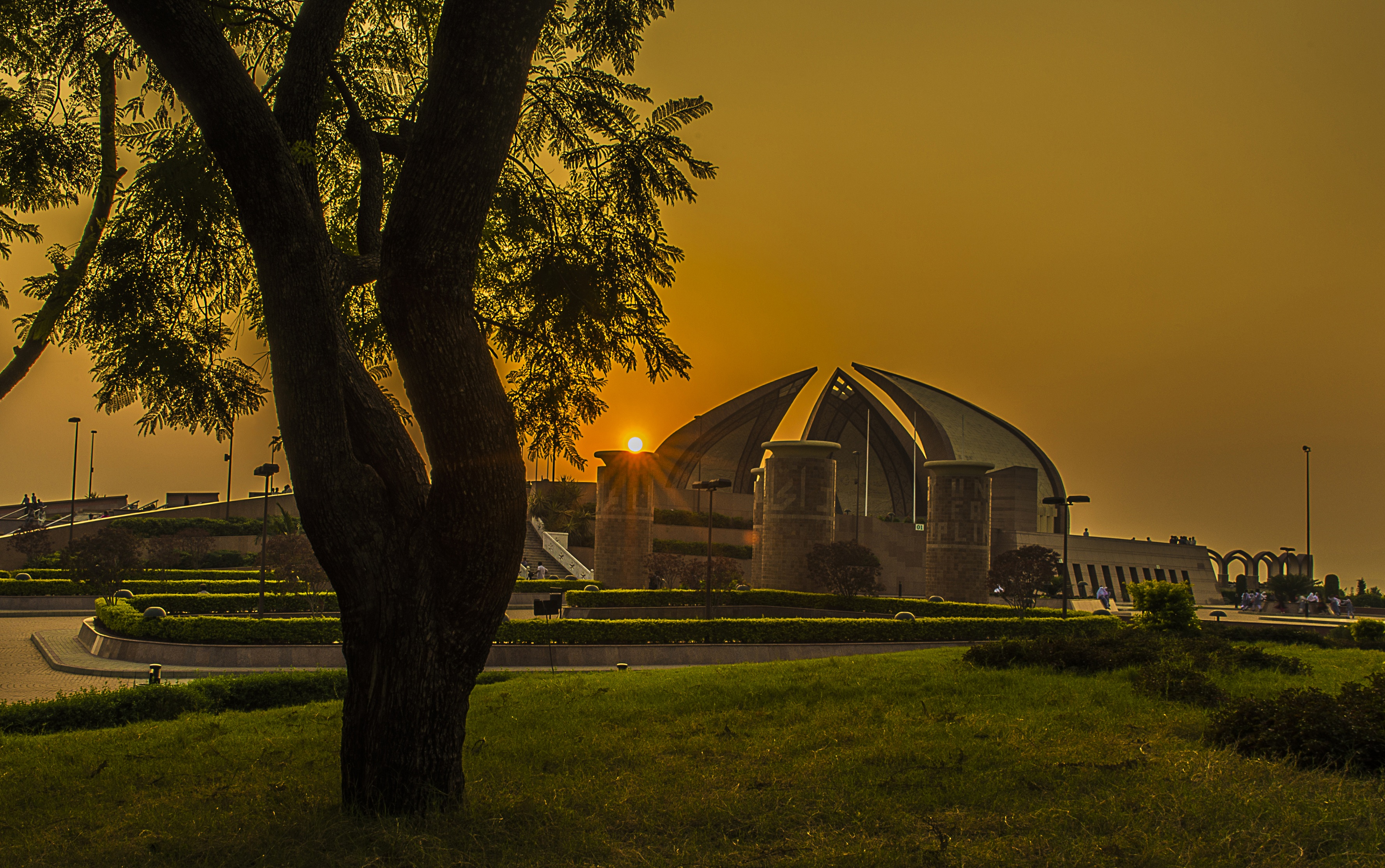
Pôr-do-sol visto do monumento.